# П'єр Башльє
П'єр Башльє (фр. Pierre Bachelet, 25 травня 1944, XVI округ Парижа — 15 лютого 2005, Сюрен, Іль-де-Франс, Франція) — французький співак, автор-виконавець, піаніст, композитор, автор музики до фільмів.

## Біографія
У дитинстві П'єр навчався грати на фортепіано, але у підлітковому віці захопився піснями Елвіса Преслі і перейшов на гітару. Він навіть сформував зі своїми друзями групу «Вольти» (Volts).
Відомий як автор музики до фільмів. Найпопулярнішою стала його пісня до фільму 1974 року «Еммануель» режисера Жуста Жакена. Також писав музику до фільмів Жана-Жака Ано і Жана Бекера.
У 1982 році записав альбом «Les Corons». Однойменна пісня присвячена шахтарям регіону Нор-Па-де-Кале, де пройшло його дитинство і де він любив відпочивати. Пісня стала неофіційним гімном шахтарів регіону.
П'єр Башльє був одружений тричі і мав двох синів. Другий шлюб, з Данієлею, тривав 24 роки, а 31 грудня 1998 одружився з Франсуазою, сестрою Данієлі.
П'єр Башльє помер 15 лютого 2005 року від раку легенів — тієї ж хвороби, від якої в 1978 році помер Жак Брель.

## Музика до фільмів
- 1972 : Декілька занадто спокійних панів / Quelques messieurs trop tranquilles
- 1974 : Еммануель / Emmanuelle
- 1975 : Професор Пігмаліон / Maître Pygmalion
- 1975 : Історія О / Histoire d'O
- 1976 : Чорне і біле у кольорі / La victoire en chantant
- 1977 : Пан Сад / Monsieur Sade
- 1978 : Останній романтичний коханець / Le Dernier Amant romantique
- 1979 : Удар головою / Coup de tête
- 1979 : Засмаглі на лижах / Les bronzés font du ski
- 1981 : Злам / La cassure
- 1983 : Людина мого розміру / Un homme à ma taille
- 1983 : Погано бути сумним / Ça va pas être triste
- 1984 : Ґвендолін / Gwendoline
- 1987 : Еммануель 5 / Emmanuelle 5
- 1991 : Дикі казки / Les contes sauvages
- 1993 : Еммануель на 7-му небі / Emmanuelle au 7ème ciel
- 1999 : Діти болота / Les Enfants du marais
- 2001 : Злочин в раю / Un crime au Paradis